# Бероев, Егор Вадимович
Его́р Вади́мович Беро́ев  (род. 9 октября 1977, Москва) — российский актёр театра, кино, телевидения и дубляжа, телеведущий и общественный деятель.

## Биография
Егор Бероев родился 9 октября 1977 года в Москве, где он окончил гимназию имени В.Д. Поленова №1231. Он был воспитан в актерской семье. Отец — актёр Вадим Михеенко, мать — актриса Елена Бероева. Дед по материнской линии — актёр театра и кино Вадим Бероев, бабушка — актриса Эльвира Бруновская. У Егора есть младший брат Дмитрий и двоюродный брат Андрей, оба тоже актёры.
Впервые появился на сцене в семь лет. В 1994 году после окончания школы поступил в Высшее театральное училище им. М. С. Щепкина. В том же году дебютировал в кино в фильме «Посвящение в любовь». После окончания училища был принят в труппу театра МХТ им. А. П. Чехова, где дебютировал в роли Фёдора Годунова в спектакле «Борис Годунов». Также играл в спектаклях «Обыкновенная история», «Привидения», «И свет во тьме светит», «Джульетта и её Ромео». Телевизионная карьера Бероева началась с эпизодических ролей в сериалах «Семейные тайны», «Пятый угол», «Свалка», «Московские окна». Снимался в многосерийном фильме «Гражданин начальник». В фильме «Игра в модерн» проявил себя не только как актёр, но и выполнял те задачи, которые обычно предназначались каскадёрам.

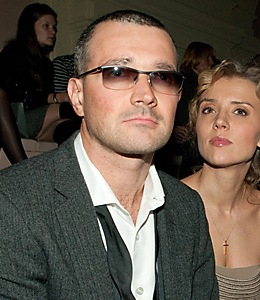
Егор Бероев и Ксения Алфёрова в 2010 году

Популярным актёром Егора Бероева можно было назвать после выхода фильма «Турецкий гамбит» по роману Бориса Акунина, где он сыграл главную роль.
Сотрудничает с театром «Центр драматургии и режиссуры» Алексея Казанцева и Михаила Рощина.
В 2008 году в паре с двукратной Олимпийской чемпионкой в парном катании Екатериной Гордеевой принял участие в шоу Первого канала «Ледниковый период-2». Они стали победителями этого телепроекта. В 2014 году в паре с Олимпийской чемпионкой в танцах на льду Татьяной Навкой участвовал в шоу «Ледниковый период-3».
С 12 сентября по 14 ноября 2014 года — ведущий программы «Жди меня» (в паре с Марией Шукшиной).
Выступил против ограничений для непривитых от коронавируса людей в 2021 году, сравнив данную ситуацию с дискриминацией евреев в нацистской Германии, чем вызвал бурный шквал различных мнений.

## Увлечения
Занимается айкидо, любит осетинские пироги и езду на лошадях.

## Семья
Отец — Вадим Михеенко (род. 1952), актёр театра им. Моссовета, руководитель Санкт-Петербургского театра танца и пантомимы «Терра мобиле».
Мать — Елена Бероева (род. 1958), актриса театра им. Моссовета.
Дед — Вадим Бероев (1937—1972), актёр театра им. Моссовета, Заслуженный артист РСФСР (1969).
Бабушка — Эльвира Шварёва-Бруновская (1936—2000), актриса театра и кино, Заслуженная артистка России (1998).
Брат — Дмитрий Бероев (род. 1988), актёр московского театра «Сфера».
Жена — Ксения Алфёрова (род. 1974), актриса театра и кино, телеведущая. Дочь — Евдокия Бероева (род. 2007).

## Призы и награды
- 2003 — МФ телевизионных фильмов в Пловдиве (Приз за лучшую мужскую роль, фильм «Железнодорожный романс»)
- 2005 — КФ «Виват кино России!» в Санкт-Петербурге (Приз за лучшую мужскую роль, фильм «Папа»)
- 2005 — «Человек года» по версии журнала GQ (номинация «Актёр года»)
- 2017 — лауреат Премии «Импульс добра» — «за личный вклад в развитие социального предпринимательства»[12].

## Творчество

### Роли в театре
- «Бесприданница» А. Н. Островского — Карандышев
- «Вечность и ещё один день» — Петкутин
- «Борис Годунов» — Фёдор Годунов
- «Горячее сердце» А. Н. Островского — Гаврило. Премьера спектакля так и не состоялась.
- «Двенадцатая ночь, или Всё равно что» — Себастьян
- «Джульетта и её Ромео» — Меркуцио
- «И свет во тьме светит…» Л. Н. Толстого — Борис
- «Привидения» — Освальд
- «Тот, кто получает пощёчины» — Безано
- «Пчёлка» — Жорж де Бланшеланд
- «Лесная песня» — Лукаш
- «Обыкновенная история» — Александр Адуев
- «Самое главное» — студент, сын чиновника
- «Священный огонь» — Колин Тэбрет
- «Страх мыльного пузыря», Другой театр — скользкий, неприятный на первый взгляд тип
- «Божий поцелуй»
- «Серебряная корова» — Гасси
- «А. — это другая» — Герд
- «Варшавская мелодия» — Виктор

### Фильмография
- 1994 — Посвящение в любовь — Шерш
- 2000 — Ростов-папа (новелла «Ты — это я») — Денис
- 2001 — Гражданин начальник — Андрей, механик в автосервисе, демобилизовавшийся спецназовец, водитель и помощник начальника следственного отдела прокуратуры Павла Пафнутьева
- 2001 — Пятый угол — Дима, сын Суворова и Лики
- 2001 — Семейные тайны — Слава Ермаков, владелец клуба «Свалка»
- 2001 — 2004 — Ростов-папа — Денис
- 2002 — Железнодорожный романс — Алексей
- 2003 — Дикий табун — Дмитрий
- 2003 — Игра в модерн — Александр Бартеньев
- 2004 — Папа — Давид Шварц, студент консерватории
- 2005 — Воскресенье в женской бане — жених
- 2005 — Казароза — Осипов в молодости
- 2005 — Турецкий гамбит — Эраст Фандорин
- 2005 — Девять неизвестных — Мефодий Дарвин, экстрасенс
- 2006 — Кто приходит в зимний вечер — Олег
- 2006 — Лига обманутых жён — муж Марины
- 2006 — Погоня за ангелом — Иван Архангельский
- 2007 — Дед Мороз поневоле — Алексей
- 2007 — Беглянки — футболист Вадим Григорьев
- 2008 — Москва не сразу строилась. Московские истории
- 2008 — Адмиралъ — Михаил Смирнов, капитан, друг Колчака
- 2008 — Белая медведица — Павел Васильков
- 2008 — История любви, или Новогодний розыгрыш — Роман
- 2008 — Начать сначала. Марта (Россия, Украина) — Иван
- 2009 — Адмиралъ (сериал) — Михаил Смирнов, капитан, друг Колчака
- 2009 — Десантура — Андрей Саморуков, лейтенант
- 2009 — Человек, который знал всё — Александр Безукладников
- 2010 — Химик — Михаил Зуев, оперативник
- 2010 — Индус — Леонид Лазарев
- 2011 — Время для двоих — Дмитрий Платонов
- 2011 — Всё, что нам нужно...
- 2011 — Правила маскарада — Андрей Воронцов
- 2011 — Рейдер — Артём Андреевич Павлов, адвокат
- 2012 — Август. Восьмого — Заур / добрый робот
- 2012 — Мамы — папа мальчика (новелла «Отец и сын»)
- 2012 — Дорога на остров Пасхи — Олег Бардин
- 2012 — В ожидании моря — Марат
- 2013 — Полярный рейс — Игорь
- 2013 — Ковбои — Станислав Ковальский
- 2013 — Второе дыхание — Юрий Сорин, хирург
- 2013 — Московская история — Володя (Слон)
- 2013 — Если любишь — прости — Эдуард Борисович, шеф-повар ресторана, муж Юлии Гуляевой
- 2014 — Нереальная любовь — Игорь
- 2014 — Территория — Монголов
- 2015 — Счастье — это... — водитель
- 2016 — Тонкий лёд — Андрей Гаврюшов
- 2016 — Дед Мороз. Битва Магов — Саша, папа Маши
- 2017 — Круговорот — Вячеслав Перлин
- 2017 — Смотритель маяка — Пётр Петрович Ремезов (Альбрехт Йозеф фон Ланц), немецкий шпион
- 2018 — Прощаться не будем — Тимофеев
- 2019 — Призраки прошлого — Алексей Иванов
- 2019 — Спасибо деду за победу
- 2020 — Война семей — Дима
- 2020 — Теорема Пифагора — Сергей
- 2020 — Перевал Дятлова — Семён (Александр) Алексеевич Золотарёв, капитан КГБ
- 2022 — Начальник разведки — Ахмеров
- 2022 — Наследие — Александр Гордеев, ведущий биоинженер
- 2022 — Дорога к дому — отец Александр
- 2023 — Сквозь время — профессор Генри Блейк
- 2023 — На солнце, вдоль рядов кукурузы — Дамир Юсупов
- 2023 — Родные люди (новелла «Крым») — Игорь
- 2023 — Про людей и про войну-3 — Фёдор Кузьмич Вдовин, доброволец-отец
- 2024 — Мой любимый чемпион — отец Саши
- 2025 — Тимур и его команда — генерал

### Озвучивание мультфильмов
- 2012 — Круг лета Господня. Православные праздники в русской поэзии
- 2015 — Сказки старого пианино — читает текст
- 2022 — Ангел маленькой принцессы

### Телеспектакли
- 1994 — Посвящение в любовь — Шерш, гимназист

### Клипы
Группа «Любовные истории»:
- Школа — учитель в школе.
- Три ночи — экскурсовод в автобусе.
- Скажи, зачем? — актёр в театре.

Михаил Шуфутинский  "Мама"

## Общественная деятельность, взгляды
Соучредитель (вместе с супругой Ксенией Алфёровой) и директор Благотворительного фонда поддержки детей с особенностями развития «Я есть!». Фонд создан в 2012 году, проекты фонда направлены на осуществление системных изменений в отношении общества к детям с особенностями развития.
15 января 2023 года на фоне вторжения России на Украину был внесён в санкционный список Украины за публичную поддержку военного вторжения в публичных заявлениях. Ранее Бероев посещал оккупированные территории Украины и поддержал российское нападение на Украину, заявив «мы не должны плохо говорить о своих, когда идут боевые действия». Также Бероев осудил эмигрировавших из России коллег после вторжения и выступивших с антивоенными заявлениями: «Кому-то за сказанное можно и язык вырвать, а кого-то нужно оставить в покое и подождать, пока он поймет».
18 марта 2024 года Бероев выступил на провластном митинг-концерте посвящённом десятилетию аннексии Крыма и победе Владимира Путина на президентских выборах.